# Tekovské Lužany
Tekovské Lužany (in ungherese Nagysalló) è un comune della Slovacchia facente parte del distretto di Levice, nella regione di Nitra.

## Gemellaggio
- Bátaszék